# Regeringen Sunak
Regeringen Sunak (engelska: The Sunak ministry) var Storbritanniens regering från 2022 till 2024. Regeringen leddes av premiärminister Rishi Sunak, det Konservativa partiets partiledare.
Regeringen tillträdde i en turbulent period för brittisk politik, då dess föregående Regeringen Truss enbart suttit i sex veckor, och därmed blivit Storbritanniens genom tidernas kortast sittande regering. Den 24 oktober 2022 valdes Rishi Sunak till ledare för Torypartiet, och utnämndes dagen efter till Storbritanniens premiärminister av kung Charles III. Sunak är den första brittiska premiärministern med asiatiskt ursprung, likväl landets första premiärminister som är hindu. Han är den yngsta premiärministern med sina 42 år vid tillträdandet, sedan Robert Jenkinson, 2:e earl av Liverpool.

## Kabinettet
| Titel                                                                                    | Namn | Namn                | Tillträdde       | Avgick           | Parti        |
| ---------------------------------------------------------------------------------------- | ---- | ------------------- | ---------------- | ---------------- | ------------ |
| Premiärminister Förste skattkammarlord Minister för offentlig förvaltning Unionsminister |      | Rishi Sunak         | 25 oktober 2022  | 5 juli 2024      | Konservativa |
| Biträdande premiärminister                                                               |      | Dominic Raab        | 25 oktober 2022  | 21 april 2023    | Konservativa |
| Biträdande premiärminister                                                               |      | Oliver Dowden       | 21 april 2023    | 5 juli 2024      | Konservativa |
| Lordkansler Justitieminister                                                             |      | Dominic Raab        | 25 oktober 2022  | 21 april 2023    | Konservativa |
| Lordkansler Justitieminister                                                             |      | Alex Chalk          | 21 april 2023    | 5 juli 2024      | Konservativa |
| Finansminister Andre skattkammarlord                                                     |      | Jeremy Hunt         | 25 oktober 2022  | 5 juli 2024      | Konservativa |
| Utrikesminister                                                                          |      | James Cleverly      | 25 oktober 2022  | 13 november 2023 | Konservativa |
| Utrikesminister                                                                          |      | David Cameron       | 13 november 2023 | 5 juli 2024      | Konservativa |
| Inrikesminister                                                                          |      | Suella Braverman    | 25 oktober 2022  | 13 november 2023 | Konservativa |
| Inrikesminister                                                                          |      | James Cleverly      | 13 november 2023 | 5 juli 2024      | Konservativa |
| Kansler för hertigdömet Lancaster                                                        |      | Oliver Dowden       | 25 oktober 2022  | 5 juli 2024      | Konservativa |
| Försvarsminister                                                                         |      | Ben Wallace         | 25 oktober 2022  | 31 augusti 2023  | Konservativa |
| Försvarsminister                                                                         |      | Grant Shapps        | 31 augusti 2023  | 5 juli 2024      | Konservativa |
| Bostads- och kommunminister Samordningsminister                                          |      | Michael Gove        | 25 oktober 2022  | 5 juli 2024      | Konservativa |
| Närings- och energiminister                                                              |      | Grant Shapps        | 25 oktober 2022  | 27 februari 2023 | Konservativa |
| Energisäkerhets- och nettonollutsläppsminister                                           |      | Grant Shapps        | 27 februari 2023 | 31 augusti 2023  | Konservativa |
| Energisäkerhets- och nettonollutsläppsminister                                           |      | Claire Coutinho     | 31 augusti 2023  | 5 juli 2024      | Konservativa |
| Hälsominister                                                                            |      | Steve Barclay       | 25 oktober 2022  | 13 november 2023 | Konservativa |
| Hälsominister                                                                            |      | Victoria Atkins     | 13 november 2023 | 5 juli 2024      | Konservativa |
| Handelsminister President för Handelskollegiet Jämställdhetsminister                     |      | Kemi Badenoch       | 25 oktober 2022  | 27 februari 2023 | Konservativa |
| Närings- och handelsminister President för Handelskollegiet Jämställdhetsminister        |      | Kemi Badenoch       | 27 februari 2023 | 5 juli 2024      | Konservativa |
| Arbetsmarknads- och pensionsminister                                                     |      | Mel Stride          | 25 oktober 2022  | 5 juli 2024      | Konservativa |
| Utbildningsminister                                                                      |      | Gillian Keegan      | 25 oktober 2022  | 5 juli 2024      | Konservativa |
| Miljö-, livsmedels- och landsbygdsminister                                               |      | Thérèse Coffey      | 25 oktober 2022  | 13 november 2023 | Konservativa |
| Miljö-, livsmedels- och landsbygdsminister                                               |      | Steven Barclay      | 13 november 2023 | 5 juli 2024      | Konservativa |
| Transportminister                                                                        |      | Mark Harper         | 25 oktober 2022  | 5 juli 2024      | Konservativa |
| Minister för Skottland                                                                   |      | Alister Jack        | 25 oktober 2022  | 5 juli 2024      | Konservativa |
| Minister för Wales                                                                       |      | David TC Davies     | 25 oktober 2022  | 5 juli 2024      | Konservativa |
| Minister för Nordirland                                                                  |      | Chris Heaton-Harris | 25 oktober 2022  | 5 juli 2024      | Konservativa |
| Minister för digitala frågor, kultur, media och idrott                                   |      | Michelle Donelan    | 25 oktober 2022  | 7 februari 2023  | Konservativa |
| Forskning, innovations- och teknologiminister                                            |      | Michelle Donelan    | 7 februari 2023  | 28 april 2023    | Konservativa |
| Forskning, innovations- och teknologiminister                                            |      | Chloe Smith (tf.)   | 28 april 2023    | 20 juli 2023     | Konservativa |
| Forskning, innovations- och teknologiminister                                            |      | Michelle Donelan    | 20 juli 2023     | 5 juli 2024      | Konservativa |
| Minister för kultur, media och idrott                                                    |      | Lucy Frazer         | 7 februari 2023  | 5 juli 2024      | Konservativa |
| Ledare i Överhuset Lordsigillbevarare                                                    |      | Nicholas True       | 25 oktober 2022  | 5 juli 2024      | Konservativa |
| Ledare i Underhuset Lordpresident                                                        |      | Penny Mordaunt      | 25 oktober 2022  | 5 juli 2024      | Konservativa |
| Minister utan portfölj, partisekreterare                                                 |      | Nadhim Zahawi       | 25 oktober 2022  | 29 januari 2023  | Konservativa |
| Minister utan portfölj, partisekreterare                                                 |      | Greg Hands          | 29 januari 2023  | 13 november 2023 | Konservativa |
| Minister utan portfölj, partisekreterare                                                 |      | Richard Holden      | 13 november 2022 | 5 juli 2024      | Konservativa |

Nedanstående ministrar närvarar vid kabinettets sammanträden men anses inte vara fullvärdiga medlemmar.
| Titel                                                                  | Namn | Namn                 | Tillträdde       | Avgick           | Parti        |
| ---------------------------------------------------------------------- | ---- | -------------------- | ---------------- | ---------------- | ------------ |
| Minister for Cabinet Office Paymaster General                          |      | Jeremy Quin          | 25 oktober 2022  | 13 november 2023 | Konservativa |
| Minister for Cabinet Office Paymaster General                          |      | John Glen            | 13 november 2023 | 5 juli 2024      | Konservativa |
| Parlamentarisk sekreterare till kabinettet Chefsinpiskare i underhuset |      | Simon Hart           | 25 oktober 2022  | 5 juli 2024      | Konservativa |
| Attorney General för England och Wales Advocate General för Nordirland |      | Victoria Prentis     | 25 oktober 2022  | 5 juli 2024      | Konservativa |
| Chefssekreterare i finansministeriet                                   |      | John Glen            | 25 oktober 2022  | 13 november 2023 | Konservativa |
| Chefssekreterare i finansministeriet                                   |      | Laura Trott          | 13 november 2023 | 5 juli 2024      | Konservativa |
| Biståndsminister                                                       |      | Andrew Mitchell      | 25 oktober 2022  | 5 juli 2024      | Konservativa |
| Säkerhetsminister                                                      |      | Tom Tugendhat        | 25 oktober 2022  | 5 juli 2024      | Konservativa |
| Minister för veteranfrågor                                             |      | Johnny Mercer        | 25 oktober 2022  | 5 juli 2024      | Konservativa |
| Migrationsminister                                                     |      | Robert Jenrick       | 25 oktober 2022  | 6 december 2023  | Konservativa |
| Migrationsminister                                                     |      | Robert Jenrick       | 7 december 2023  | 5 juli 2024      | Konservativa |
| Minister utan portfölj                                                 |      | Sir Gavin Williamson | 25 oktober 2022  | 8 november 2022  | Konservativa |
| Minister utan portfölj                                                 |      | Esther McVey         | 13 november 2023 | 5 juli 2024      | Konservativa |